# Opole (gmina w powiecie włodawskim)
Opole (od 1973 Podedwórze) – dawna gmina wiejska istniejąca w latach 1867–1954 na Lubelszczyźnie. Siedzibą gminy było Opole (w latach 1933–54 Podedwórze-Opole, 1947–54 Podedwórze).
Gmina Opole powstała w 1867 roku w Królestwie Kongresowym a po jego podziale na powiaty i gminy z początkiem 1867 roku weszła w skład w powiatu włodawskiego w guberni lubelskiej (w latach 1912–1915 jako część guberni chełmskiej). W 1919 roku gmina weszła w skład woj. lubelskiego. 
W 1924 roku w skład gminy wchodziły: Antopol kol., folwark; Bojary wieś; Grabówka wieś; Hołowno wieś; Kalinka wieś; Kaniuki kol.; Leoncin kol.; Mosty-Baranowo folwark; Niecielin kol.; Opole wieś; Piechy kol., folwark; Podedwórze-Opole kol.; Rusiły wieś; Szlubów kol.; Zalisocze wieś, kol.. Do 1933 roku ustrój gminy kształtowało zmodyfikowane prawo zaborcze. W 1933 roku siedzibę gminy przeniesiono z Opola do Podedwórza-Opola.
Podczas okupacji hitlerowskiej włączona do Generalnego Gubernatorstwa (dystrykt lubelski), gdzie została przeniesiona do powiatu bialskiego.
Po wojnie ponownie w powiecie włodawskim. W 1947 roku siedzibę gminy przeniesiono z Podedwórza-Opola do Podedwórza. Według stanu z dnia 1 lipca 1952 roku gmina Opole składała się z 12 gromad. Jednostka została zniesiona 29 września 1954 roku wraz z reformą wprowadzającą gromady w miejsce gmin.
Po reaktywowaniu gmin z dniem 1 stycznia 1973 roku gminy Opole nie przywrócono, utworzono natomiast jej odpowiednik, gminę Podedwórze.